# Sphiggurus melanurus
Sphiggurus melanurus é uma espécie de roedor da família Erethizontidae. Pode ser encontrada na Venezuela, Guiana, Suriname, Guiana Francesa e norte do Brasil.